# 博羅夫斯基峰
博羅夫斯基峰（英語：Borowski Peak）是南極洲的山峰，位於奧次地，處於蘭德峰西南面10.4公里，屬於不列顛嶺中內布拉斯加峰的一部分，海拔高度1,176米，現時由南極條約體系管理。